# Carles Salvadó i Usach
Carles Salvadó i Usach   (l'Hospitalet de Llobregat, 27 de maig de 1966 - Ginestar, 11 de gener de 2024) fou un enginyer de telecomunicacions català, president del patronat de la Fundació puntCAT entre 2017 i 2021.
El 1987 es graduà a l'Escola Universitària La Salle Bonanova EUETT del Campus La Salle en enginyeria tècnica de telecomunicacions, Universitat Ramon Llull i el 1992 en Enginyeria Superior de Telecomunicacions per l'ETSET a la Universitat Politècnica de Catalunya. El 2001 va fer un màster PDD-IESE (Programa de Desenvolupament Directiu) a la Universitat de Navarra. El 2002 s'incorpora com a director general a InfoJobs.
Des del 2005 va ser el cap del Servei de Telecomunicacions de la Generalitat de Catalunya.
Entre 2017 i 2021 fou president del patronat de la Fundació puntCat en representació d'ISOC-CAT (Capítol Català de la Internet Society), funcionari enginyer en excedència de l'Ajuntament de l'Hospitalet i del Cuerpo de Ingenieros de Radiodifusión y TV de la Administración del Estado. En el món digital, fou impulsor de l'Associació Pro Second Modern Times organitzadora dels premis Fiasco Awards i degà del Col·legi Oficial d'Enginyers de Telecomunicació de Catalunya (COETC) des d'on donà suport al domini .cat.
Es va postular com a cap de llista de Primàries Catalunya a l'Hospitalet de Llobregat per a les eleccions municipals de 2019, però el 2 de febrer de 2019 va perdre les primàries per 331 a 310 vots. El 2022 va guanyar la gran final de la Lliga Enigmàrius d'El Matí de Catalunya Ràdio a partir dels enigmes de Màrius Serra.